# Roquefort (Lot i Garonna)
Roquefort – miejscowość i gmina we Francji, w regionie Nowa Akwitania, w departamencie Lot i Garonna.
Według danych na rok 1990 gminę zamieszkiwało 980 osób, a gęstość zaludnienia wynosiła 130 osób/km² (wśród 2290 gmin Akwitanii Roquefort plasuje się na 436. miejscu pod względem liczby ludności, natomiast pod względem powierzchni na miejscu 1238.).